# 云南小煤炱
云南小煤炱（学名：Meliola yunnanensis）是属于小煤炱目小煤炱科小煤炱属的一种真菌，寄生在刺蒴麻属植物上。该种分布于中国。其种加词 yunnanensis 意为“云南的”。